# Porco no rolete
Porco no rolete é um prato típico brasileiro.
Seu preparo consiste em um porco assado inteiro sobre fogo ou brasas, porém sempre girando em estacas (daí o nome), o que dá uniformidade no ponto.
Muitas cidades adotaram o porco no rolete como prato típico, algumas até realizam anualmente um evento gastronômico onde o prato se destaca. Entre elas está Toledo, no Paraná, que realiza a mais tradicional e conhecida festa, Franca, no interior paulista, onde a República Zé Porcão da UNESP realiza todos os anos, desde 2001, a festa Zé Porcão no Rolete, Ponta Porã e São Gabriel do Oeste, no Mato Grosso do Sul.